# Self Explanatory
Self Explanatory è il nono album in studio del cantante statunitense Ne-Yo, pubblicato nel 2022.

## Tracce
1. Layin' Low (featuring Zae France) – 3:01
2. You Got the Body – 2:56
3. After Party – 3:15
4. Handle Me Gently – 3:01
5. Don't Love Me – 2:47
6. U 2 Luv (featuring Jeremih) – 3:28
7. Push Up (featuring Trippie Redd) – 2:29
8. Proud of You – 3:31
9. Call Me Up – 3:17
10. What If – 3:43
11. Want It All or Nothing – 3:23
12. No Loot – 2:43
13. Stay Down (featuring Yung Bleu) – 3:50

## Classifiche
| Classifica (2022) | Posizione raggiunta |
| ----------------- | ------------------- |
| Stati Uniti       | 184                 |